# Mexikanische Nachtnatter
Die Mexikanische Nachtnatter (Pseudelaphe flavirufa, Syn.: Elaphe flavirufa) ist eine zur Familie der Nattern (Colubridae) gehörende Schlangenart.

## Merkmale
Generell besitzt die Mexikanische Nachtnatter eine Zeichnung aus großen braunen bis rötlich-braunen, dunkel umrandeten Flecken auf dem Rücken und schmalere Flecken lateral, auf einer gelblich bis gelblich-grauen Grundfärbung. Sie hat eine blass gelbliche bis gelblich-graue Ventralseite, die gewöhnlich dunkel gesprenkelt ist.
Die Schlangen werden 120 bis 150 cm lang, Exemplare von 176 bis 185 cm können vorkommen. Der lange Schwanz misst 20 bis 28 % der Körperlänge. Der längliche Kopf ist deutlich vom Körper abgesetzt. Auffällig sind ihre großen hervorstehenden Augen, deren Pupillen sich unter dem Einfluss von hellem Licht zu sehr kleinen elliptischen Öffnungen verengen. Die Iris ist gräulich. Die Farbe der Zunge variiert von rötlich bis rotbraun.
Die Mexikanische Nachtnatter hat 27 dorsale Schuppenreihen in der Körpermitte. Die Anzahl der Bauchschuppen (Ventralschilde) variiert je nach Geschlecht zwischen 259 bei männlichen Tieren und 263 bei den Weibchen. Die Analschuppe (Scutum anale) und die Subcaudale (Scutum subcaudale) sind geteilt. 9 bis 10 Supralabialen (Scutum supralabiale), die 5. und die 6. oder die 6. und die 7. berühren die Augenhöhle (Orbita).

## Verbreitung und Lebensraum
Ihr Verbreitungsgebiet liegt in Mittelamerika in den mexikanischen Bundesstaaten Yucatan, Puebla und Tamaulipas, in Belize, Guatemala, Honduras und Nicaragua. Die Schlange ist in Höhen bis 500 m zu finden. Die Nominatform lebt in Tamaulipas in halb-immergrünen Wäldern, in Halbsavannen und Dornstrauchsavannen. Pseudelaphe flavirufa pardalinus kommt in Strauchgebieten der Regenwälder, in gleichmäßig feuchten Laubwäldern und in morastigen Gebieten vor. In den nördlichen Teilen der Halbinsel Yucatán findet man die Art in trockenen Dornbuschgebieten und tropischen Wäldern die mit erodierten, verwitterten Kalksteinformationen durchsetzt sind.

## Unterarten
Die Reptile Database nennt die folgenden vier Unterarten:
- Pseudelaphe flavirufa flavirufa
- Pseudelaphe flavirufa matudai (Smith, 1941)
- Pseudelaphe flavirufa pardalinus (Peters, 1868) – Honduras Nachtnatter
- Pseudelaphe flavirufa polystichus (Smith & Williams, 1966)

## Originalveröffentlichungen
- Edward Drinker Cope: Fifth Contribution to the Herpetology of Tropical America. In: Proceedings of the Academy of Natural Sciences of Philadelphia. Band 18, 1866, S. 319 (Digitalisat).
- Otto Kröber: Die Pityocerini (Tabanidae) der neotropischen Region. In: Zoologischer Anzeiger. Band 88, 1930, S. 305–312.